# Санга-Мбаере
Санга̀-Мбаерѐ (на френски: Sangha-Mbaéré) е една от 2-те икономически префектури на Централноафриканската република. Разположена е в югозападната част на страната и граничи с Република Конго и Камерун. Площта на префектурата е 19 412 км², а населението е около 90 000 души (2003). Гъстотата на населението в Санга-Мбаере е около 5 души/км². Столица на префектурата е град Нола.